# Allocco tra gli angeli/Banana (frutto di moda)
Allocco tra gli angeli/Banana (frutto di moda) è il secondo singolo di Ghigo Agosti pubblicato in Italia nel 1960.

## Il disco

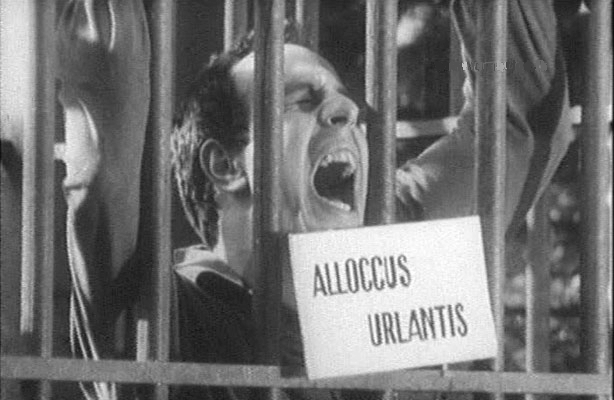
Ghigo in un'immagine del videoclip di "Allocco tra gli angeli"

Spinta dal notevole successo del primo singolo, Coccinella/Stazione del rock, la Primary pubblica il secondo contenente altri due brani che erano già stati eseguiti dal vivo in varie occasioni, in particolare la canzone incisa sul lato B, Banana frutto di moda che, ancora inedito, era stato presentato dal vivo nel 1959 al Festival di San Severino Marche e al Teatro Orfeo di Milano (sotto la direzione orchestrale del maestro Piero Soffici, padre di Roberto Soffici) e aveva suscitato polemiche per via del testo, allusivo all'organo genitale maschile. Per evitare problemi con la censura, per il lato A venne scelta Allocco tra gli angeli, un rock'n'roll (mentre Banana (frutto di moda) musicalmente risentiva dell'influsso del cha cha cha, che all'epoca riscuoteva particolarmente successo): la canzone venne presentata ufficialmente al Festival "Sei giorni della canzone" di Milano nel 1960, dove Ghigo si classificò al secondo posto.
Entrambi i brani sono scritti da Ghigo e Piero Soffici. I testi, la composizione e l'arrangiamento sono di Ghigo. Al maestro Piero Soffici fu affidata la direzione orchestrale per l'incisione, gli spettacoli dal vivo, radio e Tv (es: il Musichiere del 1959).  Se su alcuni successi di Ghigo compare il nome di Piero Soffici, è perché Ghigo allora non era ancora iscritto alla SIAE, pertanto fu costretto fino al 1971 ad adoperare vari prestanome per il deposito dei diritti d'autore, tra i quali il suo stretto collaboratore Piero Soffici.
Anche questo 45 giri riscosse successo di vendite, ma inferiore al precedente.
Nel 2010 Allocco tra gli angeli viene inserita nella colonna sonora della seconda edizione di Tutti pazzi per amore (nel finale della puntata del 25 aprile). Con la loro interpretazione del brano "Banana (frutto di moda)" Francois e le coccinelle parteciparono al Festival di Sanscemo del 1992 (il brano è contenuto anche nella compilation Sanscemo '92).

## Tracce
Testi e musiche di Ardiente e Ghigo Agosti.
1. Allocco tra gli angeli – 2:36
2. Banana (frutto di moda) – 2:48

## Musicisti
- Eraldo Volonté: sassofono
- Quartetto vocale Kronos
- Orchestra diretta da Piero Soffici